# NK Osijek
O Nogometni Klub Osijek é um clube de futebol profissional de Osijek, no leste da Croácia. Fundado em 27 de fevereiro de 1947, foi o clube da Eslavônia com o maior número de temporadas na Primeira Liga Iugoslava e, após a independência da Croácia em 1992, é um dos quatro clubes que nunca foram rebaixados da Primeira Liga Croata, junto com Dinamo Zagreb, Hajduk Split e Rijeka.

## História

### 1947-1976
O precursor da NK Osijek foi fundado em 27 de fevereiro de 1947, após uma fusão entre duas associações de treinamento físico: o Slavonija e o Bratstvo. A nova entidade foi batizada de Proleter. O primeiro jogo disputado sob esse nome data de 16 de março do mesmo ano, quando o Proleter bateu o rival da cidade de Mladost por cinco tentos a zero. A primeira competição em que o clube participou foi o Osječko Okružno Prvenstvo, juntamente com outras quatro equipes. O clube entrou na segunda liga nacional logo na sequência. O Proleter conseguiu chegar à Primeira Liga Iugoslava em 1953, tendo conquistado a chamada Liga Croato-Eslovena. Os melhores jogadores desta época eram Andrija Vekić, Franjo Rupnik, Dionizije Dvornić e Franjo Majer. O Proleter jogou na Primeira Liga por três temporadas, até ser rebaixado para a segunda divisão.
O Proleter mudou-se para o estádio Stadion Gradski no outono de 1958 e trocou de nome para Slavonija, como parte do processo unificador do boxe, atletismo e clube de levantamento olímpico em uma associação esportiva recém-fundada em 1962, quando ainda estava na segunda liga. Cinco anos depois, a associação se desfez e o clube assumiu o nome de NK Osijek. As cores vermelho e azul foram mudadas para os atuais azul e branco.
Em 1970, o Osijek venceu o segundo campeonato da Liga Norte. Porém, o FK Borac Banja Luka venceu-os na repescagem de promoção. Um ano depois, os Bijelo-plavi tentam novamente a promoção, vencendo um desempate por pênaltis contra o HNK Rijeka, mas acaba sendo parado pelo FK Vardar.
A próxima vez que o Osijek chegou à repescagem de promoção foi em 1973. O time chegou à fase final, batendo o FC Prishtina. Após a vitória, o clube se classificou para confrontar o NK Zagreb, no Stadion Maksimir, em Zagreb. Um recorde de 64.129 ingressos foram vendidos, com aproximadamente 20.000 deles indo para os torcedores do Osijek. O NK Zagreb saiu vitorioso no dia, triunfando nos pênaltis, após um empate por 2-2 nos 90 minutos. O Osijek parou na repescagem pela terceira vez em quatro anos.

### 1977-1991
Em 1977, o NK Osijek finalmente garantiu seu retorno à primeira divisão, ao levantar o caneco da segunda divisão.
O time conseguiu manter-se competitivo na Liga Iugoslava até a Guerra de Independência da Croácia, exceto na temporada de 1979-80, quando lutou para voltar à primeira divisão depois de não conseguir permanecer na Liga na temporada anterior. O clube esteve sempre na segunda metade da tabela na Primeira Liga nos anos 80, exceto em 1984, quando alcançou o sexto lugar. À época a equipe era liderada por Davidović, Lulic, Džeko, Lepinjica, Rakela, Karačić, todos capitaneados por Kalinić. Em 1989, a equipe ficou em 8º, com Davor Šuker liderando o time, anotando 18 gols e conquistando o prêmio de artilheiro da liga. Šuker é o único jogador da história do NK Osijek a receber o prêmio. Na última temporada do YFL, o NK Osijek terminou em nono.

### 1992-1999
Após a dissolução da Iugoslávia, a Primeira Liga Croata de Futebol foi formada e a primeira temporada foi disputada em 1992. Devido à guerra, foi uma temporada mais curta, disputada de fevereiro a junho. O NK Osijek não pôde jogar em Osijek devido à guerra, então eles tiveram que mandar seus jogos nas cidades de Đakovo, Donji Miholjac e Kutjevo. O Osijek terminou a temporada de 1992 da Primeira Liga Croata de Futebol na terceira colocação, seis pontos atrás do NK Zagreb e nove atrás do campeão HNK Hajduk Split. O maior goleador de Osijek foi Robert Špehar, que fechou a temporada com nove gols.
O NK Osijek rapidamente se tornou uma das 4 melhores equipes do futebol croata. Uma das melhores temporadas do Osijek aconteceu no campeonato de 1994-95. Os Bijelo-Plavi terminaram novamente em terceiro, apenas seis pontos atrás do primeiro colocado Hajduk. Špehar marcou 23 gols para se tornar o artilheiro da liga. Os grandes nomes do NK Osijek durante esse tempo foram Zitnjak, Lulic, Beljan, Ergovic, Rupnik, Besirevic, Bicanic, Labak além do próprio Špehar.
Como resultado do terceiro lugar, o NK Osijek qualificou-se para a Copa da UEFA de 1995-96. O Osijek enfrentou o ŠK Slovan Bratislava na fase preliminar, perdendo por 6-0.
O Osijek terminou outra vez em terceiro na temporada de 1997-98, qualificando-se para a Copa da UEFA de 1998-99. O time enfrentou o R.S.C. Anderlecht. Depois de uma famosa vitória por 3-1 em casa frente a 15.000 torcedores, os croatas perderam por 2 a 0 na Bélgica e foram eliminados pelo gol sofrido em casa. Em 1998-99, o Osijek alcançou seu primeiro troféu, a Copa da Croácia, após uma vitória sobre o HNK Cibalia por 2-0. Um ano depois, o West Ham United jogava no Gradski Vrt, liderado por Frank Lampard, Rio Ferdinand, Trevor Sinclair, Paulo Di Canio, Paulo Wanchope e Igor Štimac.

### 2000-2015
Na Copa da UEFA de 2000-2001, o NK Osijek bateu o Brøndby por 2-1 (2-1, 0-0) e o Rapid Viena por 4-1 (2-1, 2-0). Na 3ª rodada, o time venceu o Slavia Praga por 2-0 em casa, mas perdeu por 5 a 1 na capital tcheca. A equipe terminou mais uma vez em terceiro no campeonato local. Na Copa da UEFA de 2001-02, o Osijek passou pelo Dinaburg pelo critério de gols fora, bateu o Gorica na primeira fase, mas depois perdeu por 3-5 no placar agregado para o AEK Atenas. No campeonato croata de 2003-2004, o Osijek teve o artilheiro e o vice-artilheiro da competição, com Špehar marcando 18 e Goran Ljubojević anitando 16. Depois disso, o clube passou por uma longa fase de resultados intermediários e medíocres.
O NK Osijek quase foi rebaixado na temporada 2013-2014. No último jogo, Josip Barišić conseguiu marcar e manter o time à frente do NK Hrvatski Dragovoljac na classificação. A equipe mudou de treinador em quatro ocasiões ao longo da temporada. Na temporada seguinte, os alvi-azuis mais uma vez terminaram uma posição acima da repescagem de rebaixamento, ficando um ponto à frente do NK Istra 1961.

### 2015-presente
Em setembro de 2015, Zoran Zekić foi contratado como treinador da equipe.
À beira da falência, o clube passou a ser uma propriedade privada pela primeira vez em sua história em fevereiro de 2016, com o oligarca húngaro Lőrinc Mészáros e o empresário croata Ivan Meštrović comprando a maioria das ações do clube. A dupla prosseguiu com a estabilização do clube, melhorando a equipe e trazendo de volta à cidade e aos torcedores a ambição por voos mais altos. Grande parte da dívida foi reestruturada e paga, garantindo o futuro a curto e a longo prazo do Osijek.
Em 27 de fevereiro de 2017, o clube comemorou seu 70º aniversário no teatro Osijek. Na temporada 2016/17, o Osijek terminou em 4º, que resultou ser sua melhor colocação na liga em quase 10 anos. O 4º lugar levou o Osijek a participar da fase de qualificação da UEFA Europa League de 2017-18; com o clube realizando uma extremamente bem-sucedida fase preliminar, vencendo Santa Coloma, Lucerna e PSV, ex-campeão da Europa, vencedor da edição de 1987–1988. A boa fase do clube terminou após uma derrota em casa por 1 a 2 contra o Áustria Viena, e apesar de o clube ter vencido a segunda partida por 1 a 0, o Osijek foi eliminado pela regra de gols sofridos em casa. Apesar de ter sido eliminado, o Osijek foi elogiado e cumprimentado pela imprensa croata, pela torcida e pela mídia por sua fase histórica.
Na temporada 2017-18, o Osijek terminou novamente em quarto, assegurando um lugar nas competições da UEFA. O time derrotou o Petrocub Hîncești por 2-1 em casa, depois de empatar o jogo de ida na República da Moldávia por 1-1, e defrontou o Rangers na segunda pré-eliminatória da edição de 2018-2019 da UEFA Europa League. O Osijek perdeu o jogo em casa por 1-0.

## Estádio
O NK Osijek joga em casa no Gradski Vrt, onde disputou sua primeira partida em 7 de setembro de 1958, contra o Sloboda. Foi inaugurado oficialmente em 1980.
O desenho atual data do ano de 1979. A tribuna do alto oeste está inacabada até hoje. A capacidade atual é de 18.856 pessoas, sendo 980 deles para o público em pé. Antes de o clube ter se transferido para o Gradski Vrt, o Osijek jogou em um campo ao lado do rio Drava.
Em abril de 2018, o presidente do NK Osijek, Ivan Meštrović, divulgou um projeto estrutural detalhado para um novo campo de jogo. A nova obra de arte em forma de estádio será erguida no bairro de Pampas, como parte do novo centro de treinamento do NK Osijek. A capacidade do novo estádio será de 12.000, com todos os assentos cobertos. O estádio será da categoria quatro da UEFA e deverá ser terminado em 2020. Durante a construção do estádio, o NK Osijek vai mandar seus jogos em casa no atual estádio Gradski Vrt, que no futuro será utilizado como o principal estádio do NK Osijek B.

## Torcida
A torcida organizada do NK Osijek chama-se Kohorta (coorte, em homenagem à unidade do Exército Romano composta por 360 soldados). Foi fundada em 1972 sob o nome Sokci e leva o nome de Kohorta desde 1988. A Kohorta é geralmente se situa na tribuna oriental do Gradski Vrt. Seu lugar no estádio fica no lado da rua da Universidade Tvrdja.

## Rivalidades
O clássico do Eslavônia se dá entre os dois maiores clubes de futebol croatas da Croácia Oriental, Osijek e Cibalia. Cada partida entre esses dois grandes rivais é não só um grande jogo no campo, mas também nas arquibancadas.

## Escola de futebol
A Escola de Futebol do NK Osijek foi fundada em 1982 como Escola da Juventude. Foi tornada realidade por Andrija Vekic, com o desejo de recrutar e criar grandes jogadores e treinadores, criando uma atmosfera boa e competitiva. Muitos jogadores considerados de alto nível saíram desta escola.

## Material esportivo e patrocinadores
| Período   | Fornecedor | Patrocinador                     |
| --------- | ---------- | -------------------------------- |
| 1996–1998 | Diadora    | Gradska banka                    |
| 1998      | Umbro      | Gradska banka                    |
| 1999      | Umbro      | Panturist                        |
| 1999–2000 | Umbro      | Veritas osiguranje               |
| 2000–2001 | Puma       | Osijek Koteks                    |
| 2001–2002 | Diadora    | Osječko pivo                     |
| 2002–2004 | S9         | T Mobile                         |
| 2004–2005 | Legea      |                                  |
| 2005–2006 | Macron     | T-com                            |
| 2006–2008 | Kappa      | Croatia osiguranje               |
| 2008–2010 | Legea      | Croatia osiguranje               |
| 2010–2011 | Kappa      | Croatia osiguranje               |
| 2011–2015 | Jako       |                                  |
| 2016–2017 | Nike       | Osječko 1664                     |
| 2017–     | Nike       | Dobro, Mészáros és Mészáros Kft. |

## Últimas temporadas
| Temporada         | Liga    | Liga | Liga | Liga | Liga | Liga | Liga | Liga | Liga | Copa | Competições da UEFA | Competições da UEFA | Artilheiro(s)                      | Artilheiro(s) |
| Temporada         | Divisão | J    | V    | E    | D    | GP   | GC   | Pts  | Pos  | Copa | Competições da UEFA | Competições da UEFA | Jogador                            | Gols          |
| ----------------- | ------- | ---- | ---- | ---- | ---- | ---- | ---- | ---- | ---- | ---- | ------------------- | ------------------- | ---------------------------------- | ------------- |
| 1992              | 1. HNL  | 22   | 12   | 3    | 7    | 33   | 28   | 27   | 3º   | QF   |                     |                     | Robert Špehar                      | 9             |
| 1992–93           | 1. HNL  | 30   | 11   | 7    | 12   | 40   | 42   | 29   | 6º   | QF   |                     |                     | Alen Petrović                      | 10            |
| 1993–94           | 1. HNL  | 34   | 12   | 11   | 11   | 56   | 58   | 35   | 8º   | R2   |                     |                     | Antun Labak                        | 16            |
| 1994–95           | 1. HNL  | 30   | 16   | 11   | 3    | 65   | 30   | 59   | 3º   | SF   |                     |                     | Robert Špehar                      | 23            |
| 1995–96           | 1. HNL  | 32   | 16   | 4    | 12   | 51   | 32   | 52   | 4º   | QF   | Copa da UEFA        | QR                  | Igor Pamić                         | 17            |
| 1996–97           | 1. HNL  | 30   | 12   | 5    | 13   | 40   | 38   | 41   | 8º   | SF   |                     |                     | Dumitru Mitu                       | 10            |
| 1997–98           | 1. HNL  | 32   | 14   | 6    | 12   | 42   | 38   | 48   | 3º   | R1   |                     |                     | Petar Krpan                        | 10            |
| 1998–99           | 1. HNL  | 32   | 14   | 6    | 12   | 51   | 39   | 48   | 4º   | V    | Copa da UEFA        | QR2                 | Stanko Bubalo                      | 10            |
| 1999–00           | 1. HNL  | 33   | 15   | 8    | 10   | 55   | 49   | 53   | 3º   | QF   | Copa da UEFA        | R1                  | Stanko Bubalo                      | 13            |
| 2000–01           | 1. HNL  | 32   | 17   | 6    | 9    | 61   | 47   | 57   | 3º   | SF   | Copa da UEFA        | R3                  | Nenad Bjelica, Marijan Vuka        | 9             |
| 2001–02           | 1. HNL  | 30   | 11   | 4    | 15   | 45   | 48   | 37   | 8º   | SF   | Copa da UEFA        | R2                  | Milan Pavličić                     | 9             |
| 2002–03           | 1. HNL  | 32   | 10   | 9    | 13   | 32   | 51   | 39   | 8º   | QF   |                     |                     | Milan Pavličić                     | 11            |
| 2003–04           | 1. HNL  | 32   | 11   | 6    | 15   | 50   | 57   | 39   | 4º   | QF   |                     |                     | Robert Špehar                      | 18            |
| 2004–05           | 1. HNL  | 32   | 9    | 14   | 9    | 41   | 45   | 41   | 8º   | SF   |                     |                     | Karlo Primorac                     | 11            |
| 2005–06           | 1. HNL  | 32   | 13   | 5    | 14   | 31   | 48   | 44   | 4º   | QF   |                     |                     | Josip Balatinac                    | 6             |
| 2005-06           | 1. HNL  | 33   | 11   | 10   | 12   | 42   | 45   | 43   | 6º   | R2   | Copa Intertoto      | R2                  | Stjepan Jukić                      | 9             |
| 2007–08           | 1. HNL  | 33   | 16   | 6    | 11   | 43   | 34   | 54   | 3º   | R2   |                     |                     | Vedran Nikšić                      | 8             |
| 2008–09           | 1. HNL  | 33   | 10   | 11   | 12   | 40   | 41   | 41   | 7º   | R1   |                     |                     | Josip Barišić                      | 8             |
| 2009–10           | 1. HNL  | 30   | 13   | 8    | 9    | 49   | 36   | 47   | 5º   | QF   |                     |                     | Josip Barišić                      | 8             |
| 2010–11           | 1. HNL  | 30   | 9    | 12   | 9    | 31   | 29   | 39   | 8º   | QF   |                     |                     | Ivan Miličević                     | 5             |
| 2011–12           | 1. HNL  | 30   | 11   | 10   | 9    | 45   | 38   | 43   | 8º   | RU   |                     |                     | Antonio Perošević                  | 7             |
| 2012–13           | 1. HNL  | 33   | 9    | 12   | 12   | 25   | 33   | 39   | 7º   | QF   | Europa League       | QR2                 | Antonio Perošević, Zoran Kvržić    | 4             |
| 2013–14 NK Osijek | 1. HNL  | 36   | 8    | 9    | 19   | 38   | 64   | 33   | 8º   | QF   |                     |                     | Josip Barišić                      | 6             |
| 2014–15           | 1. HNL  | 36   | 10   | 6    | 20   | 42   | 59   | 36   | 8º   | R2   |                     |                     | Antonio Perošević, Aljoša Vojnović | 6             |
| 2015–16           | 1. HNL  | 36   | 7    | 13   | 16   | 27   | 49   | 34   | 8º   | QF   |                     |                     | Antonio Perošević                  | 6             |
| 2016–17           | 1. HNL  | 36   | 20   | 6    | 10   | 52   | 37   | 66   | 4º   | SF   |                     |                     | Muzafer Ejupi                      | 14            |
| 2017–18           | 1. HNL  | 36   | 14   | 14   | 8    | 53   | 38   | 56   | 4º   | QF   | Liga Europa         | PO                  | Haris Hajradinović                 | 9             |
| 2018-19           | 1. HNL  |      |      |      |      |      |      |      |      | SF   |                     |                     |                                    |               |

Legenda
 Liga: J = Jogos; V = Vitórias; E = Empates; D = Derrotas; GP = Gols pró; GC = Gols contra; Pts = Pontos won; Pos = Position final;
 Copa / Europa: PR = Rodada preliminar; QR = Rodada de classificação; R1 = Primeira rodada; R2 = Segunda rodada; QF = Quartas de final; SF = Semifinal; RU = Finalista; W = Campeão;

## Jogadores

### Time atual
- Atualizado até 1 de maio de 2019

Nota: Bandeiras indicam equipe nacional, conforme definido pelas regras de elegibilidade da FIFA. Os jogadores podem ter mais de uma nacionalidade não-FIFA.
| N.º |                    | Posição | Jogador                               |
| --- | ------------------ | ------- | ------------------------------------- |
| 1   | Croácia            | G       | Ivica Ivušić                          |
| 2   | Brasil             | D       | Igor Silva                            |
| 4   | Brasil             | D       | Guti                                  |
| 5   | Hungria            | M       | László Kleinheisler                   |
| 7   | Croácia            | M       | Vedran Jugović                        |
| 8   | República do Congo | M       | Merveil Ndockyt                       |
| 9   | Croácia            | A       | Ante Erceg (emprestado do Brøndby IF) |
| 10  | Ucrânia            | M       | Dmytro Lyopa                          |
| 11  | Albânia            | A       | Eros Grezda                           |
| 12  | Eslovénia          | A       | Petar Bočkaj                          |
| 13  | Argentina          | A       | other=emprestado do Alavés}}          |
| 15  | Croácia            | G       | Marko Malenica                        |
| 16  | Croácia            | A       | Robert Mišković                       |
| 17  | Croácia            | M       | Petar Brlek                           |
| 18  | Espanha            | D       | José Antonio Caro                     |

| N.º |                      | Posição | Jogador                                   |
| --- | -------------------- | ------- | ----------------------------------------- |
| 19  | Croácia              | M       | Mihael Žaper                              |
| 20  | Eslovénia            | D       | Mario Jurčević                            |
| 21  | Croácia              | D       | Mile Škorić                               |
| 22  | Croácia              | D       | Danijel Lončar                            |
| 23  | Croácia              | D       | Filip Mekić                               |
| 25  | Croácia              | M       | Marin Pilj                                |
| 30  | Bósnia e Herzegovina | A       | Mihret Topčagić                           |
| 33  | Croácia              | G       | Antonijo Ježina                           |
| 35  | Croácia              | A       | Dion Drena Beljo                          |
| 39  | Eslovénia            | A       | Damjan Bohar                              |
| 44  | Croácia              | M       | Josip Vuković                             |
| 77  | Croácia              | D       | Mato Miloš                                |
| 98  | Ucrânia              | D       | Yevhen Cheberko (emprestado do LASK Linz) |
| —   | Croácia              | A       | Ivan Santini                              |

### Emprestados
Nota: Bandeiras indicam equipe nacional, conforme definido pelas regras de elegibilidade da FIFA. Os jogadores podem ter mais de uma nacionalidade não-FIFA.
| N.º |         | Posição | Jogador                                    |
| --- | ------- | ------- | ------------------------------------------ |
| 26  | Croácia | D       | Nikola Matas (emprestado ao Istra 1961)    |
| —   | Croácia | M       | Aljoša Vojnović (emrpestado ao Istra 1961) |

| N.º |         | Posição | Jogador                                |
| --- | ------- | ------- | -------------------------------------- |
| —   | Croácia | A       | Nikola Mandić (emprestado ao NK Krško) |

## Jogadores notáveis
O Proleter, precursor do NK Osijek, foi comandado por Gustav Lechner, Ernest Dubac, Antun Kasa, Milan Adamovic, Andrija Vekić, Franjo Rupnik e Dionizije Dvornić. Quando o clube alcançou a primeira liga em 1953, esses jogadores lideraram o clube da cidade.
Em 1958, Nikola Rudic, Mate Kasac, Josip Gutzmirtl, Ilija Katić, Branko Karapandža, Boris Čulina e Ahmed Zejnilagić foram os protagonistas. Eles estavam ativos nos anos 60 também, quando o Proleter se tornou Slavonija. Depois disso, o clube foi composto por Šaban Jasenica, Ivica Rukavina e uma série de outros bons jogadores. Mais tarde, Pavo Majer, Mile Dumanic, Branislav Iličin, Petar Lončarić, Zdravko Rupnik, Stjepan Čordaš, Ljubomir Petrović, Ivan Lukačević e Ivica Grnja fizeram parte da equipe.
Em 1977, “Luks”, “Struja”, “Charlie”, “Dumba” e outros foram considerados estrelas entre os cidadãos de Osijek. Lukačevic e Grnja foram para o Canadá para jogar pelo time de futebol croata de Toronto, junto com Eusébio, que está entre os 100 melhores jogadores da história do futebol na lsita feita em 2004 por Pelé. Ivica Grnja conseguiu um lugar no hall da fama em Toronto.
Durante os anos 80, Davor Šuker se destaca como um jogador de futebol de alto nível, tendo sido o artilheiro da Copa do Mundo na França em 1998. Ele jogou pelo Sevilla e mais notavelmente para o Real Madrid. Šuker sagrou-se campeão da Europa em 1998, batendo a Juventus na final por 1-0.
Depois da Guerra pela Independência, Željko Pakasin, Alen Petrovic, Ilica Perić, Nenad Bjelica e outros estavam entre os melhores que o NK Osijek tinha de melhor em seus quadros. Uma notável menção é Robert Špehar, que passou a ser o “artilheiro” número um do HNL e jogou em muitos clubes estrangeiros: Club Brugge, Mônaco, Verona, Sporting, Galatasaray, Standard Liège etc.). Nenad Bjelica jogou pela seleção nacional durante a Eurocopa de 2004 disputada em Portugal. Petar Krpan, que jogou no NK Osijek de 1993 a 1998, jogou pela seleção nacional durante a Copa do Mundo na França. Marko Babic, que jogou no Bayer Leverkusen contra o Real Madrid na final da UEFA Champions League de 2002, também atuou pelo NK Osijek. Outro jogador, Almir Turković, é considerado um dos melhores dribladores pelos torcedores.
Para aparecer nesta seção, um jogador deve:
- Ter pelo menos 150 jogos do campeonato pelo clube;
- Ter marcado pelo menos 50 gols no campeonato pelo clube; ou
- Ter jogado pelo menos uma partida internacional por sua seleção nacional ou olímpica enquanto jogava pelo NK Osijek.

Anos entre parênteses indicam seu período no clube.
| - Franjo Rupnik (1947–51) - Jasmin Džeko (1980–84), (1985–89) - Davor Šuker (1984–89) - Robert Špehar (1988–92), (1994–95), (2002–04) - Miroslav Bičanić (1989–92), (1994–96) - Bakir Beširević (1992–94), (1994–02) - Nenad Bjelica (1992–93), (1999–01) - Davor Rupnik (1992–98) - Damir Vuica (1992–94), (1997–02), (2005–08) - Petar Krpan (1993–98), (2001) - Mario Galinović (1993–02) - Ivo Ergović (1994–01) - Ronald Grnja (1994–04) - Ivica Beljan (1994–96), (1997–00) - Igor Pamić (1995–96) - Nermin Šabić (1996–97) - Dumitru Mitu (1996–02) |  | - Jurica Vranješ (1997–00) - Josip Balatinac (1997–06) - Stanko Bubalo (1998–00) - Mato Neretljak (2000–02) - Marin Skender (2003–09) - Valentin Babić (2004–09), (2013–14) - Ivo Smoje (2005–09), (2010–13) - Josip Barišić (2005–11), (2013–14) - Tomislav Šorša (2006–16), (2017–) - Domagoj Vida (2006–10) - Hrvoje Kurtović (2008–16) - Mile Škorić (2008–11), (2013–) - Zoran Kvržić (2010–13) - Antonio Perošević (2010–17) - Nikola Matas (2014–18) - Mateo Barać (2016–) - Borna Barišić (2016–2018) |

## Títulos
1 Copa da Croácia (1998-99)